# Thomas Korsfeldt
Thomas Korsfeldt, född 17 september 1947, är en svensk ämbetsman och före detta generaldirektör för Energimyndigheten.  

## Biografi
Korsfeldt är en humanist och samhällsvetare från Uppsala. Han har en fil. mag. från 1971 vid Uppsala universitet, samt en ofullbordad doktorsavhandling om Bondeförbundets idéstrukturer fram till 1970. Han arbetade med energipolitiska frågor mellan 1977 och 1990, dels i riksdagen och dels som politisk sakkunnig hos Thorbjörn Fälldin. Han utsågs 1980 till sakkunnig i statsrådsberedningen för att handlägga energifrågor och frågor som rör kommunerna, och utsågs 1991 till statssekreterare i statsrådsberedningens samordningskansli.
Korsfeldt var mellan 1995 och 1997 generaldirektör för Statens Väg- och Transportforskningsinstitut (VTI).
Korsfeldt hämtades från VTI till NUTEK som särskild utredare inför bildandet av den nya Energimyndigheten, och blev 1998 den nya myndighetens första generaldirektör. Myndigheten var ett resultat av att riksdagen den 10 juni 1997 antog regeringens proposition En uthållig energiförsörjning, som bland annat innebar inledning av kärnkraftsavvecklingen med start i Barsebäck. Myndigheten skulle leda det omställningsarbete som krävs för att kompensera bortfallet av elproduktion från nedlagda kärnkraftverk. Han var generaldirektör för myndigheten fram till sin pensionering 2008.